# Andymori
Andymori（andimori）是一支2007年组建的日本另类摇滚乐队。2014年10月15日解散。该乐队也被称为“日本的放荡乐团”。乐队名称糅合了安迪·沃荷的名字加上拉丁片语Memento mori（藤原新也的印度写真集）。

## 历史
2007年，早稻田大学出身的小山田、藤原和后藤三人组成乐队，在东京市内的livehouse举行演唱。
随后同经纪公司FAITH音乐娱乐以及唱片公司Youth Records签约，2008年10月8日发布首张EP《安迪、摇滚、孟加拉虎和威士忌》。
2009年2月4日，发布第一张同名专辑。专辑曲目《FOLLOW ME》被选为iTunes“本周单曲（1月28日 - 2月3日）”，并提供免费下载。同年，首次在大型夏季摇滚音乐节“ROCK IN JAPAN FESTIVAL”和“SUMMER SONIC”上演出。10月，在东京涩谷区LIQUIDROOM举办了个人演唱会。